# Drevni (Zvjezdana vrata)
Drevni (eng. Ancients) su izmišljena vrsta iz znanstveno fantastične američke TV serije Zvjezdana vrata SG-1. Prikazani su kao rasa izuzetno naprednih ljudi.

## Tehnologije
Oni su tvorci sustava Zvjezdanih vrata i mnogih drugih tehnologija. Osmislili su tehnologiju pomoću koje su mogli zaustaviti vrijeme ili ga čak vratiti nekoliko sati unatrag. Imali su vrlo razvijenu medicinu. Stvorili su uređaje koji su im omogućavali da poboljšaju karakteristike DNK, ožive mrtve organizme i sl.

## Uzdizanje
Prema predanju Asgarda jedna su od četiri rase koje su činile veliki savez. Odavno su napustili naš dio svemira. Jedan dio Drevnih naučio je kako se uzdignuti na višu razinu postojanja nakon što je galaksiju poharala velika kuga. Iako je najveći dio civilizacije umro, nekolicina se spasila preselivši se u novo stanište, u udaljenu galaksiju Pegaz izvan utjecaja sila koje djeluju u našoj razini svemira. U galaksiji Pegaz suočili su se s nepobjedivim neprijateljem - Wraithom. 
Prešavši na višu razinu postojanja Drevni su uspostavili poseban kodeks ponašanja prema bićima na nižoj, odnosno tjelesnoj razini. Odlučili su ukinuti svoje kontakte s bićima na nižoj razini postojanja, komunikacija s njima je strogo zabranjena, miješanje u sudbine civilizacija i pomoć njima također. Ako netko od Drevnih prekrši zakon, ostali su u stanju uništiti cijele civilizacije, ostavivši pritom na odgovornima za navedene pogreške da se nose s grižnjom savijesti ili ih vraćajući na nižu razinu postojanja. 
Mogu su se pojaviti u ljudskom obliku ili ga preuzeti za stalno, a da bi se ponovno vratili u bestjelesni oblik nužna im je pomoć drugih Uzdignutih.
Dio Drevnih želio je da im se druga bića pokoravaju i služe im kao bogovima. To su Oriji. Oni koji ih ne prihvaćaju za bogove suočeni su s istrebljenjem. Neki zemljani u sebi imaju gen Drevnih. Jedan od njih je Jack O'Neill.